# Associazione Sportiva Ambrosiana 1930-1931
Questa voce raccoglie le informazioni riguardanti l'Associazione Sportiva Ambrosiana nelle competizioni ufficiali della stagione 1930-1931.

## Stagione
Nella stagione 1930-1931 nel secondo campionato a girone unico, l'Ambrosiana non è riuscita a difendere il titolo conquistato l'anno prima e si classifica quinta, a 17 punti dal primo posto e 10 dal terzo. Sono partiti Gasparini al Brescia, Povero all'Ascoli e Rizzi al Legnano. Sono arrivati Ferrero dalla Pistoiese, Mariani dal Novara, Miltone dal Lecce e Parodi dal Derthona. Ma la partenza in campionato è stata stentata, e nel corso del torneo non si sono più ripresi. Forse distratti anche dalla prima storica avventura dell'Ambrosiana nella Coppa dell'Europa Centrale 1930, insieme al Genoa, ad affrontare il meglio del leggendario calcio danubiano. Al termine del campionato l'Ambrosiana è molto lontana dalla Juventus, che vince il primo dei suoi cinque successi consecutivi. Davanti ai milanesi ci sono anche Roma, Bologna e Genoa. Unica soddisfazione il secondo posto di Giuseppe Meazza nella classifica dei marcatori con 24 reti, alle spalle del romanista Rodolfo Volk con 30 reti.

## Rosa
| N. |                   | Ruolo | Calciatore          |
| -- | ----------------- | ----- | ------------------- |
|    | Italia (bandiera) | P     | Valentino Degani    |
|    | Italia (bandiera) | P     | Pietro Miglio       |
|    | Italia (bandiera) | P     | Bonifacio Smerzi    |
|    | Italia (bandiera) | D     | Luigi Allemandi     |
|    | Italia (bandiera) | D     | Giovanni Bolzoni    |
|    | Italia (bandiera) | D     | Guido Gianfardoni   |
|    | Italia (bandiera) | D     | Mario Miltone       |
|    | Italia (bandiera) | D     | Silvio Pietroboni   |
|    | Italia (bandiera) | D     | Edgardo Rebosio     |
|    | Italia (bandiera) | C     | Antonio Blasevich   |
|    | Italia (bandiera) | C     | Armando Castellazzi |

| N. |                   | Ruolo | Calciatore           |
| -- | ----------------- | ----- | -------------------- |
|    | Italia (bandiera) | C     | Ugo Magnetto         |
|    | Italia (bandiera) | C     | Piero Mariani        |
|    | Italia (bandiera) | C     | Pasquale Parodi      |
|    | Italia (bandiera) | C     | Enrico Rivolta       |
|    | Italia (bandiera) | C     | Pietro Serantoni     |
|    | Italia (bandiera) | C     | Giuseppe Viani       |
|    | Italia (bandiera) | A     | Leopoldo Conti       |
|    | Italia (bandiera) | A     | Luigi Ferrero        |
|    | Italia (bandiera) | A     | Armando Massiglia    |
|    | Italia (bandiera) | A     | Giuseppe Meazza      |
|    | Italia (bandiera) | A     | Umberto Visentin III |

## Risultati

### Serie A

#### Girone di andata
| Arbitro: | Mazzarini (Roma) |

|                                                    |           |            |
| Ferrero 4’ Conti 22’ Serantoni 23’ Meazza 43’, 70’ | Marcatori | 86’ Mattea |

| Arbitro: | Lenti (Genova) |

|               |           |            |
| Seccatore 89’ | Marcatori | 25’ Meazza |

| Arbitro: | Garbieri (Genova) |

|                              |           |                                       |
| Rivolta 38’, 42’ Ferrero 70’ | Marcatori | 19’ Ranelli 22’ Reggiani 72’ Giuliani |

| Arbitro: | Dani (Genova) |

|                                                              |           |  |
| Libonatti 22’ Prato 31’, 47’, 82’ G. Rossetti 72’ Silano 75’ | Marcatori |  |

| Arbitro: | Mattea (Torino) |

|               |           |                   |
| Serantoni 80’ | Marcatori | 5’ (aut.) Miltone |

| Arbitro: | Lenti (Genova) |

|                                               |           |  |
| Rebolino 25’, 30’, 66’ Colaussi 53’ Rocco 80’ | Marcatori |  |

| Milano 9 novembre 1930 7ª giornata | Ambrosiana         | 0 – 0 referto | Modena | Arena Civica\| Arbitro: \| Melandri (Bologna) \| |
| Arbitro:                           | Melandri (Bologna) |               |        |                                                  |

| Arbitro: | Mazzarini (Roma) |

|                        |           |  |
| Ett. Banchero 14’, 44’ | Marcatori |  |

| Arbitro: | Lenti (Genova) |

|  |           |            |
|  | Marcatori | 32’ Ottani |

| Arbitro: | Mattea (Torino) |

|  |           |                     |
|  | Marcatori | 75’ Viani 86’ Conti |

| Arbitro: | Scarpi (Dolo) |

|                          |           |              |
| Meazza 26’ Serantoni 56’ | Marcatori | 73’ Mihalich |

| Arbitro: | Garbieri (Genova) |

|                   |           |            |
| Chini 5’ Volk 28’ | Marcatori | Meazza 58’ |

| Arbitro: | Mattea (Torino) |

|                       |           |                 |
| Aliatis 21’ Gabba 53’ | Marcatori | 15’, 34’ Meazza |

| Arbitro: | Scorzoni (Bologna) |

|                          |           |  |
| Meazza 55’ Blasevich 86’ | Marcatori |  |

| Arbitro: | Dani (Genova) |

|                    |           |  |
| Bolzoni 47’ (aut.) | Marcatori |  |

| Arbitro: | Garbieri (Genova) |

|                                  |           |                                      |
| Vollono 12’ (aut.) Serantoni 83’ | Marcatori | 5’ Vecchina 51’ Cesarini 65’ Ferrari |

| Arbitro: | Scarpi (Dolo) |

|                |           |            |
| C. Colombo 25’ | Marcatori | 28’ Meazza |

#### Girone di ritorno
| Arbitro: | Tassinari (Firenze) |

|              |           |  |
| Demarchi 20’ | Marcatori |  |

| Arbitro: | Gonani (Ravenna) |

|                                                                |           |           |
| Meazza 15’, 35’ U. Visentin 58’ Serantoni 60’, 63’ Mariani 64’ | Marcatori | 13’ Piola |

| Brescia 1º marzo 1931 20ª giornata | Brescia            | 0 – 0 referto | Ambrosiana | Stadium di viale Piave\| Arbitro: \| Scorzoni (Bologna) \| |
| Arbitro:                           | Scorzoni (Bologna) |               |            |                                                            |

| Arbitro: | Dani (Genova) |

|                               |           |  |
| Meazza 18’, 59’ Blasevich 32’ | Marcatori |  |

| Arbitro: | Mattea (Torino) |

|              |           |                                              |
| Torriani 41’ | Marcatori | 4’ U. Visentin 16’, 58’ Serantoni 88’ Meazza |

| Arbitro: | Gonani (Ravenna) |

|               |           |  |
| Blasevich 17’ | Marcatori |  |

| Arbitro: | Carraro (Padova) |

|                             |           |                                              |
| A. Mazzoni 38’ Lombatti 72’ | Marcatori | 9’, 25’ Meazza 40’ Serantoni 43’ U. Visentin |

| Arbitro: | Biancone (Roma) |

|                 |           |  |
| Meazza 71’, 81’ | Marcatori |  |

| Arbitro: | Scarpi (Dolo) |

|                                       |           |            |
| Schiavio 6’, 32’ Ottani 12’ Maini 49’ | Marcatori | 65’ Meazza |

| Arbitro: | Ciamberlini (Genova) |

|            |           |               |
| Meazza 56’ | Marcatori | 62’ Bolognesi |

| Arbitro: | Scorzoni (Bologna) |

|                            |           |                            |
| A. Sallustro 40’ Vojak 85’ | Marcatori | 68’ Meazza 69’ U. Visentin |

| Arbitro: | Carraro (Padova) |

|                                                                  |           |  |
| Meazza 30’, 51’ U. Visentin 62’ (rig.) Ferrero 65’ Blasevich 67’ | Marcatori |  |

| Arbitro: | Turbiani (Ferrara) |

|                               |           |  |
| Serantoni 24’ Meazza 44’, 77’ | Marcatori |  |

| Arbitro: | Mattea (Torino) |

|                   |           |  |
| Elv. Banchero 87’ | Marcatori |  |

| Arbitro: | Scorzoni (Bologna) |

|                                           |           |                         |
| Ferrero 37’ U. Visentin 38’ Serantoni 47’ | Marcatori | 8’ Ziroli 16’ Malatesta |

| Arbitro: | Gonani (Ravenna) |

|          |           |  |
| Orsi 38’ | Marcatori |  |

| Arbitro: | De Crescenzo (Napoli) |

|                           |           |          |
| Ferrero 25’ Blasevich 89’ | Marcatori | 62’ Dusi |

### Statistiche di squadra
| Competizione | Punti | In casa | In casa | In casa | In casa | In casa | In casa | In trasferta | In trasferta | In trasferta | In trasferta | In trasferta | In trasferta | Totale | Totale | Totale | Totale | Totale | Totale | DR  |
| Competizione | Punti | G       | V       | N       | P       | Gf      | Gs      | G            | V            | N            | P            | Gf           | Gs           | G      | V      | N      | P      | Gf     | Gs     | DR  |
| ------------ | ----- | ------- | ------- | ------- | ------- | ------- | ------- | ------------ | ------------ | ------------ | ------------ | ------------ | ------------ | ------ | ------ | ------ | ------ | ------ | ------ | --- |
| Serie A      | ..    | .       | .       | .       | .       | ..      | ..      | .            | .            | .            | .            | ..           | .            | ..     | ..     | .      | .      | ..     | ..     | +.. |

### Statistiche dei giocatori
| Giocatore | Serie A  | Serie A |
| Giocatore | Presenze | Reti    |
| --------- | -------- | ------- |
| . Cognome | 0        | 0       |
| . Cognome | 0        | 0       |
| . Cognome | 0        | 0       |